# Erdosiella decorata
Erdosiella decorata är en stekelart som först beskrevs av Dmitriy Alekseevich Ogloblin 1967.  Erdosiella decorata ingår i släktet Erdosiella och familjen dvärgsteklar. Inga underarter finns listade i Catalogue of Life.